# Міжнародний аеропорт Бірмінгем-Шаттлсуорт
Міжнародний аеропорт Бірмінгем-Шаттлсуорт (IATA: BHM, ICAO: KBHM), колишній муніципальний аеропорт Бірмінгема, а пізніше міжнародний аеропорт Бірмінгема — це цивільно-військовий аеропорт, який обслуговує Бірмінгем (штат Алабама, США), та його столичний район. Він розташований в окрузі Джефферсон, у п'яти милях на північний схід від центру Бірмінгема, поблизу розв'язки міжштатних автомагістралей 20 і 59.